# Verrucarin A
Verrucarin A ist ein Mykotoxin (Schimmelpilzgift) aus der Gruppe der makrocyclischen Trichothecene und eines von mehreren Verrucarinen. Es entsteht als Stoffwechselprodukt des Pilzes Myrothecium roridum.

## Gewinnung und Darstellung
Verrucarin A kann aus Anguidin, Propargylalkohol und Furfural gewonnen werden.

## Verwendung
Verrucarin A und auch Verrucarin J werden nicht nur für die Wachstumshemmung der androgenabhängigen Prostatakrebszellen LNCaP, sondern auch für die Wachstumshemmung der androgenunabhängigen Prostatakrebszellen DU-145 untersucht.